# Leptotarsus stenodiastema
Leptotarsus stenodiastema är en tvåvingeart som först beskrevs av Alexander 1961.  Leptotarsus stenodiastema ingår i släktet Leptotarsus och familjen storharkrankar.
Artens utbredningsområde är Madagaskar. Inga underarter finns listade i Catalogue of Life.